# Musixmatch
Musixmatch é a maior plataforma de letras do mundo, onde os usuários podem pesquisar e compartilhar letras de músicas. Ela tem 60 milhões de usuários, com 14 milhões de letras e 30 funcionários.
Pode ser acessada através do site e por aplicativos móveis para os sistemas operacionais iOS ou Android em vários dispositivos (celulares, tablets ou smartwatchs).
A empresa se tornou popular quando possuía uma interface de letras na versão desktop no Spotify.
O Musixmatch apresenta letras sincronizadas para ver no tempo em que a música é tocada. Em seus aplicativos nativos, ele tem a capacidade de digitalizar todas as músicas da biblioteca de música do usuário e encontrar letras para todos eles, assim como para ser usado como um leitor de música nativo. No plataforma Android, ele também suporta muitos dos principais serviços de música de streaming como o Spotify, Deezer e Rhapsody, e muitos outros além de poder exibir letras flutuantes sobreposto a outros aplicativos.
O Musixmatch foi fundado em Bolonha, Itália, em 21 de janeiro de 2010, por Massimo Ciociola, Gianluca Delli Carri, Francesco Delfino e Giuseppe Costantino.
O serviço entrou em funcionamento em julho de 2010, e, a partir de janeiro de 2015, o Musixmatch arrecadou $12.1 milhões em financiamento anjo e em capital de risco. O Musixmatch assinou acordos com editoras, tais como: EMI Publishing, Warner/Chappell Music, Universal Music Publishing Group, Sony ATV, PeerMusic, BMG, HFA e coopera com a NMPA.
O Musixmatch, depois foi nomeado como Melhor Empresa Startup na Europa através do programa FB Start do Facebook recebendo uma menção feita por Mark Zuckerberg, durante o lançamento do aplicativo Townhall, em Roma.

## Parcerias

### Spotify
Em maio de 2016 o Musixmatch decidiu descontinuar o seu serviço pelo Spotify deixando seus usuários conectarem a conta do Spotify apenas pelo aplicativo móvel do Musixmatch.

A 30 de junho de 2020, o Spotify adicionou letras de músicas fornecidas pela Musixmatch em países da América Latina e do Sudeste Asiático, retomando parceria que foi encerrada em 2016. Desde novembro de 2021 o Spotify ativou esta funcionalidade a nível mundial.